# Wilhelm Krautwaschl

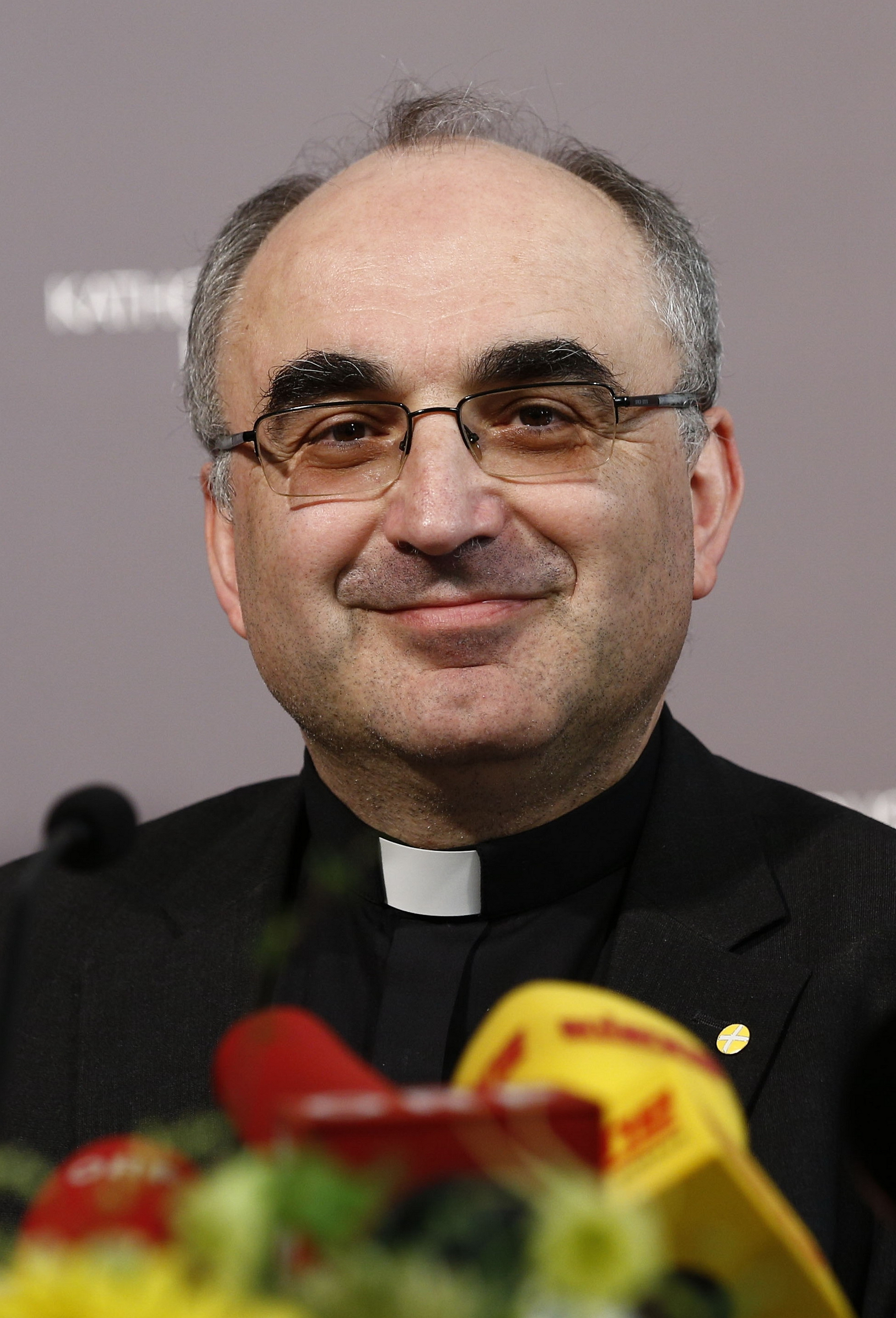
Wilhelm Krautwaschl während der Pressekonferenz anlässlich seiner Ernennung zum Diözesanbischof am 16. April 2015.

Wappen Bischof Wilhelm Krautwaschls als Diözesanbischof der Diözese Graz-Seckau

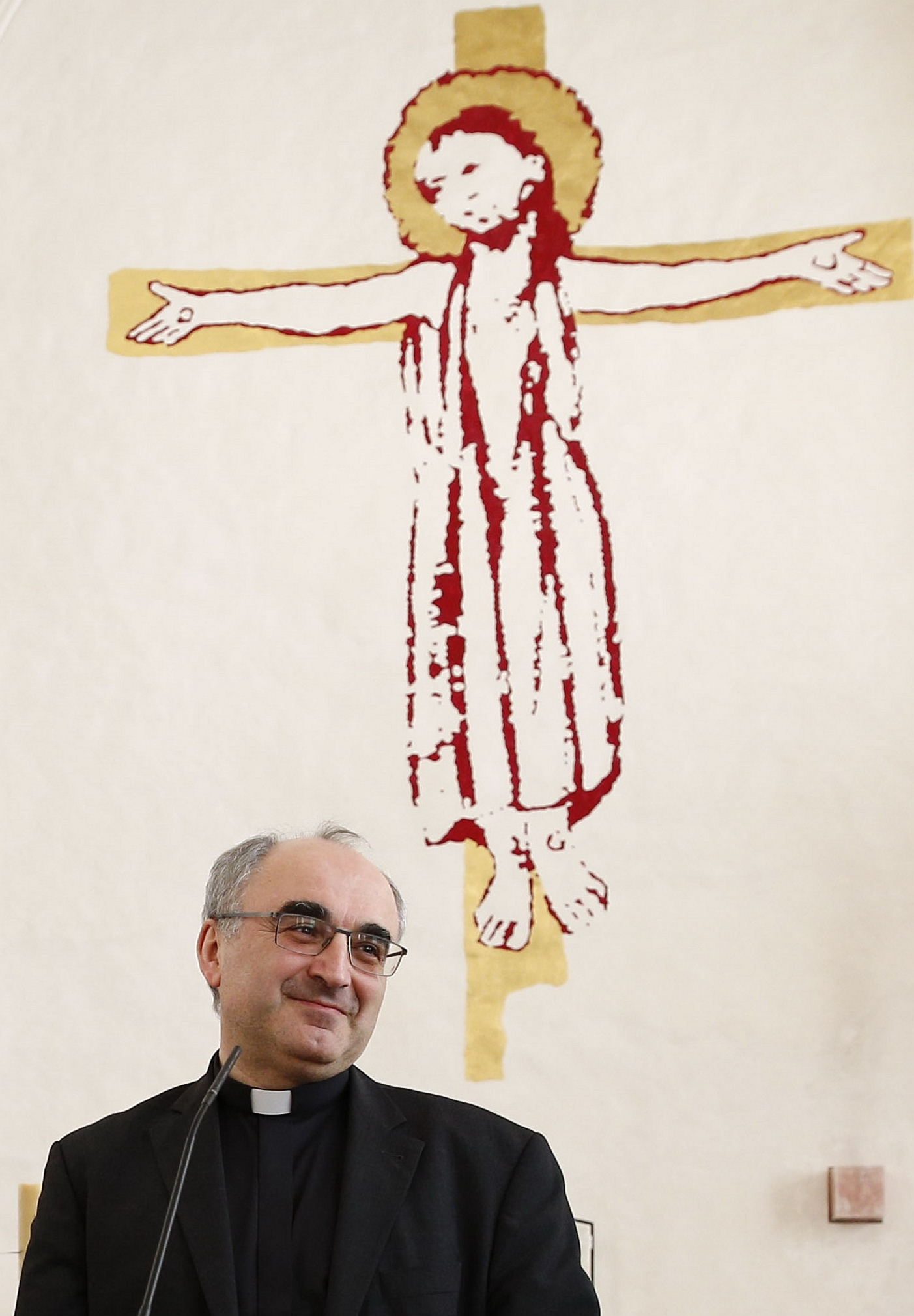
Wilhelm Krautwaschl, Augustinum Graz, 16. April 2015.

Wilhelm Krautwaschl (* 5. März 1963 in Gleisdorf, Steiermark) ist ein österreichischer römisch-katholischer Geistlicher und 58. Diözesanbischof der Diözese Graz-Seckau.

## Leben
Wilhelm Krautwaschl wuchs in kleinbäuerlichen Verhältnissen in Gleisdorf heran, wo er ab 1969 die Volksschule sowie ab 1973 das Gymnasium Gleisdorf absolvierte. Nach der Matura begann er ab 1981 Theologie an der Universität Graz zu studieren. Gleichzeitig trat er ins Priesterseminar in Graz ein. 1986 wurde Krautwaschl Magister der Theologie, im Jahr 1990 Doktor der Theologie. Er wurde im Fachbereich Moraltheologie mit einer Arbeit über Asketik in der Zeit der Aufklärung promoviert. Parallel dazu arbeitete Krautwaschl lange Jahre in der Jungschar mit.
Am 17. Dezember 1989 wurde er zum Diakon, am 1. Juli 1990 zum Priester geweiht. Das Sakrament der Priesterweihe empfing er durch Johann Weber, seinen Vorvorgänger als Grazer Diözesanbischof. Seinen Werdegang setzte er 1990 als Kaplan in Hartberg fort. Drei Jahre später, 1993, wurde er als Kaplan in den Pfarrverband Knittelfeld in die Obersteiermark versetzt; wiederum fünf Jahre später, im Jahr 1998, als Kaplan in den Pfarrverband Bruck an der Mur, wo er im Jahr danach Pfarrer wurde und in dem er bis 2006 seelsorgerisch tätig war. Von 2002 bis 2006 war er zudem Dechant des Dekanats Bruck an der Mur.
Seit September 2006 war er Regens im Bischöflichen Seminar Augustinum in Graz, das zusammen mit mehreren Einrichtungen zum „Augustinum – Bischöfliches Zentrum für Bildung und Berufung“ umgebaut wurde, wofür Krautwaschl verantwortlich zeichnete. Das Bauprojekt wurde im Herbst 2009 fertiggestellt. Seit 2006 ist Wilhelm Krautwaschl auch Beauftragter zur Förderung geistlicher Berufe und begleitet junge Priester. Er wirkt weiters als diözesaner Beauftragter für ausländische Priester. Im Jahr 2014 wurde er erneut zum Diözesanrichter am Bischöflichen Diözesangericht der Diözese Graz-Seckau ernannt und arbeitet zusätzlich in diversen diözesanen Gremien mit. Am 6. Juli 2009 wurde Krautwaschl zum Päpstlichen Ehrenkaplan ernannt.
Am 13. April 2015 wurde die österreichische Bundesregierung vom Vatikan von der Ernennung Wilhelm Krautwaschls zum Diözesanbischof der Diözese Graz-Seckau in Kenntnis gesetzt. Die Bundesregierung hat am 14. April 2015 im Ministerrat ihre Zustimmung zur Ernennung Krautwaschls zum Bischof gegeben. Die Ernennung zum Bischof von Graz-Seckau durch Papst Franziskus erfolgte am 16. April 2015 und wurde am selben Tag durch ein Bulletin des Heiligen Stuhls bekanntgegeben. Die Bischofsweihe durch den Erzbischof von Salzburg, Franz Lackner OFM, fand am 14. Juni 2015 im Grazer Dom statt. Mitkonsekratoren waren die beiden Vorgänger Krautwaschls, die Altbischöfe Johann Weber und Egon Kapellari. Sein Wahlspruch als Bischof lautet: „Gott ist die Liebe“. Sein bischöfliches Wappen wurde unter Einbeziehung von Schülerentwürfen gestaltet und am 2. Juni 2015 veröffentlicht.
Krautwaschl ist Mitglied der geistlichen Gemeinschaft der Fokolarbewegung.
In der österreichischen Bischofskonferenz ist Bischof Krautwaschl Vorsitzender der Katechetischen Kommission sowie Referatsbischof für Bildung und Schule (Religionsunterricht; Katholische Schulen, Horte und Internate; Kirchliche Pädagogische Hochschulen; Sozialpädagogik; Katholische Kindergärten/Elementarpädagogik; Horte und Internate; Erwachsenenbildung; Bibliothekswerk), Laienapostolat (Katholische Aktion Österreich (KAÖ) mit ihren Gliederungen KABÖ/Arbeitnehmer, KAVÖ/Akademiker, KFBÖ/Frauen, KMBÖ/Männer; Katholischer Laienrat Österreichs (KLRÖ); Arbeitsgemeinschaft Katholischer Verbände (AKV); Allianz für den freien Sonntag).

## Stellungnahmen
Zu verschiedenen Journalisten-Fragen nahm Krautwaschl am 19. April 2015 in einem Interview Stellung. Im Leben komme es darauf an, Hoffnung zu haben. Man erkenne gute Christen daran, wie sie miteinander umgehen. Der Glaube sei nicht religiös und nicht kirchlich einzuengen. Christsein müsse die ganze Woche gelebt werden. „Probiert einfach einmal so zu leben, als ob ihr glauben würdet, als ob’s Gott gibt.“
Nach Krautwaschl gäbe es nur ein einziges Argument, das die Kirche gegen die Frauenordination anwenden könne – die Tradition. Und das wäre ein Argument, das nur ein Papst mit einem Konzil neu anschauen könne.
Er finde es „grandios, wie Religionslehrer ihre Frau und ihren Mann stehen“. Kirche solle sich „in einer neuen Gestalt in vielen kleinen Erfahrungsräumen, bunt, vielfältig, anziehend, einladend, offen darstellen“. Zur Frage der Kommunion für wiederverheiratete Geschiedene meinte er: „Wir sind ja nicht der liebe Gott … Wir könnten nicht sagen, du kommst nicht in den Himmel, weil du wiederverheiratet geschieden bist, das geht ja nicht.“
Krautwaschl, der eine syrische Flüchtlingsfamilie bei sich aufgenommen hat, wendet sich dagegen, dass bei den Themen Flüchtlingen und Arbeitslosigkeit „Not […] gegen Not ausgespielt“ wird, und bezeichnet den Bau des Grenzzauns in Spielfeld als „einfache Antwort“, die jedoch nichts bringe. Er kritisiert: „Wir wissen nicht, wer wir selbst sind, und beginnen, um das vermeintliche Ich Zäune und Mauern zu bauen.“ Stattdessen plädiert er dafür, „dem anderen zunächst einmal [zu] vertrauen“.
Im März 2021 befürwortete Krautwaschl die Segnung gleichgeschlechtlicher Paare.

## Trivia
Auf die Frage, mit welchen irdischen Lastern er ringe, antwortete Krautwaschl: „Mit meiner Leidenschaft für Süßes, für James-Bond-Filme, das Computern und das Handy-Kreuzworträtsel Wordament – bei dem ich den Kaplan von Bruck online immer noch besiege. Darauf bin ich stolz.“ Er hoffe, jemanden zu finden, der mit ihm am Grazer Bischofplatz in eine Priester-WG einziehe.

## Familiäres
Sandra Krautwaschl ist eine Tochter eines Cousins des Bischofs und war 2019 Spitzenkandidatin der steirischen Grünen bei der Landtagswahl, wo sie ein Plus von ca. 5 % und damit 12 % erreichte.

## Ehrungen und Auszeichnungen
- 2017: Aufnahme in die Bruderschaft von Santa Maria dell’Anima („Animabruderschaft“)

## Publikationen (Auswahl)
- Weil es dich gibt: mein besonderes Freundebuch zur Erstkommunion, Styria-Premium, Wien 2016, ISBN 978-3-222-13528-6
- Mach etwas draus! Ein Firmbuch der eigen(en) Art, Styria-Verlag, Wien/Graz/Klagenfurt 2017, ISBN 978-3-222-13555-2